# Ampiezza di Veneziano
L'ampiezza di Veneziano è una grandezza fisica interpretabile come una particolare ampiezza di diffusione di una particolare sezione d'urto.
Introdotta dal fisico Gabriele Veneziano nel 1968 sfruttando empiricamente la funzione beta di Eulero, divenne ben presto uno dei presupposti fondamentali che portò all'elaborazione della teoria delle stringhe.

## Le basi
Il contesto da cui derivò il risultato del fisico italiano non fu quello della fisica teorica fondamentale, ma quello della fenomenologia delle interazioni forti. Solamente in seguito alle proposte di generalizzazione dell'originaria ampiezza di Veneziano da parte di John Schwarz, Leonard Susskind e Yōichirō Nambu, si giunse a formulare l'ipotesi di un fenomeno del tutto nuovo, l'urto di stringhe, e da esso all'elaborazione della nascente teoria delle stringhe.

## Proprietà di analiticità: rappresentazione in serie di poli
I risultati di Veneziano derivano indirettamente da lavori precedentemente sviluppati da Tullio Regge e poi abbandonati, inquadrabili in un programma complesso di cui i poli di Regge  costituiscono il principale risultato. L'idea era quella di trattare l'ampiezza di diffusione come somma di produzione e decadimento di risonanze (nell'ipotesi di considerare le sezioni d'urto dominate da risonanze) a cui aggiungere un contributo dovuto allo scambio delle stesse particelle sotto forma di "poli di Regge". In altre parole si cercava di descrivere l'ampiezza di diffusione non i termini di somma di risonanze ma in termini di una serie di poli di Regge. L'idea originariamente sviluppata da Tullio Regge, dimostratasi in seguito non in accordo con i risultati sperimentali, era quella di sostituire la singolarità (nel caso in cui la particella scambiata aveva momento angolare orbitale maggiore uguale a 1) con poli mobili la cui posizione variava con l'energia e il cui valore in modulo era dato dal prodotto tra la quantità di moto della particella incidente per la distanza di passaggio dalla particella bersaglio.

## Ampiezza di matrice S
È necessario ricordare che l'ampiezza di Veneziano è una ampiezza di matrice S, con ben precise proprietà (dualità, ecc.). Una matrice S serve a connettere ampiezze di probabilità con le relative sezioni d'urto, cioè serve a collegare lo stato finale e iniziale di un sistema quantistico. Ogni elemento della matrice è un'"ampiezza di diffusione" o anche "ampiezza di matrice S". Dalla singola ampiezza è possibile per via differenziale ricavarsi una "sezione d'urto differenziale": la sezione d'urto totale è data dalla somma dei singoli differenziali e corrisponde a un'area - intuitivamente quella della particella target - ed essa fornisce una valutazione dell'intensità del processo stesso.

## Il modello duale (Modello di Veneziano)
Benché i risultati di Tullio Regge fossero limitati alla meccanica quantistica, ebbero il merito di introdurre un'importante correlazione tra la fisica delle basse energie (particelle e risonanze) e quella delle alte energie (andamento asintotico delle ampiezze). In questo modo si è incominciato a parlare di dualità tra alte e basse energie, e da ciò è derivato anche il modello di Veneziano e quindi, indirettamente, i modelli duali e le stringhe. Come noto, l'intuizione di Gabriele Veneziano fu quella di associare alla descrizione matematica di un processo d'urto tra due particelle la funzione beta di Eulero, una funzione di due variabili complesse s e t (variabili di Mandelstam) che stanno a indicare gli angoli di impatto e le energie coinvolte nel processo. In questo caso si parla di "dualità planare", in quanto la funzione associata all'ampiezza di diffusione si comporta in maniera simmetrica seppure al variare dei valori di s e t si trovino infiniti poli.
Di seguito la formula utilizzata da Veneziano, con la beta di Eulero espressa in funzione della gamma di Eulero {\displaystyle \Gamma }.
{\displaystyle \beta (x,y)={\dfrac {\Gamma (-1-\alpha 's)\Gamma (-1-\alpha 't)}{\Gamma (-2-\alpha '(s+t)}}.}
{\displaystyle \alpha '} è una costante che dipende dalla tensione della stringa.

### Testi divulgativi
- Particelle,stringhe e altro di Warren Siegel, Di Renzo Editore (2008), ISBN 88-8323-204-6.
- L'Universo Elegante di Brian Greene, Einaudi (2000), ISBN 88-06-15523-7.
- La Trama del Cosmo di Brian Greene, Einaudi (2004), ISBN 88-06-18091-6
- La Materia-Specchio di Robert Foot, Macro Edizioni (2005) ISBN 88-7507-448-8
- Un Universo Diverso di Robert Laughlin, Codice Edizioni (2006) ISBN 88-7578-033-1
- Il Cervello Quantico di Jeffrey Satinover, Macro Edizioni (2002) ISBN 88-7507-408-9
- Il Giardino delle Particelle di Gordon Kane, Tea Edizioni (1997) ISBN 88-502-0125-7
- Il Paesaggio Cosmico: Dalla teoria delle stringhe al megaverso di Leonard Susskind, Adelphi (2006), ISBN 88-459-2153-0
- Neanche sbagliata. Il fallimento della teoria delle stringhe e la corsa all'unificazione delle leggi della fisica. di Peter Woit, Codice Edizioni, (2007) ISBN 88-7578-072-2
- Rischiare con Dio (dopo Einstein) di Antonino Palumbo, Edizioni Scientifiche Italiane, (2006), ISBN 88-495-1257-0
- L'Unificazione della Conoscenza di Antonino Palumbo, Edizioni Scientifiche Italiane, (2008), ISBN 978-88-495-1745-3

### Manuali
- Michael Green, John Schwarz and Edward Witten, Superstring theory, Cambridge University Press (1987). Il libro di testo originale.
  - Vol. 1: Introduction, ISBN 0-521-35752-7.
  - Vol. 2: Loop amplitudes, anomalies and phenomenology, ISBN 0-521-35753-5.
- Johnson, Clifford, D-branes, Cambridge University Press (2003). ISBN 0-521-80912-6.
- Joseph Polchinski, String Theory, Cambridge University Press (1998). Un testo moderno.
  - Vol. 1: An introduction to the bosonic string, ISBN 0-521-63303-6.
  - Vol. 2: Superstring theory and beyond, ISBN 0-521-63304-4.
- Zwiebach, Barton.  A First Course in String Theory.  Cambridge University Press (2004).  ISBN 0-521-83143-1.  Sono disponibili correzioni   online. URL consultato il 25 giugno 2020 (archiviato dall'url originale il 28 luglio 2010)..